# Argia (рід бабок)
Argia — рід рівнокрилих бабок родини Стрілкових (Coenagrionidae) та підродини Argiinae . Це найбільший рід у Argiinae та нараховує близько 114 видів, а також містить ще не описані види. Види Argia зустрічаються в Західній півкулі та ще відомі під назвою танцівниці . Хоча назва роду походить з древньогрецької мови і означає «ліниві», танцівниці є досить активними та пильними бабками. Види Argia з блакитним забарвленням легко сплутати з видами Enallagma .

## Опис
Цей рід бабок відомий ще як танцівниці через характерну ривкову форму їх польоту, яка помітно відрізняється від прямого польоту Стрілок справжніх (Coenagrion), Ischnuraта інших ставкових бабок. Зазвичай їх можна побачити, коли вони ловлять літаючих комах у відкритому просторі, а не серед рослинності, полюючи на сидячу здобич . Зазвичай вони приземляються та сідають на землю, колоди та скелі.
Самці більшості видів цього роду мають чорне та блакитне забарвлення, але їх легко відрізнити від інших бабок блакитних кольору за способом польоту. Деякі з видів мають червоні очі, а інші — огруддя мідного кольору. У багатьох видів є плечові смуги, виїмчасті або роздвоєні на кінці або звужені в центрі. Крила мають короткі черешки, які відносно широкі біля основи. На відміну від більшості Coenagrionidae, танцівниці часто асоціюються з текучою водою.

## Види
Рід включає такі види:
- Argia adamsi Calvert, 1902
- Argia agrioides Calvert, 1895
- Argia alberta Kennedy, 1918
- Argia albistigma Hagen in Selys, 1865
- Argia anceps Garrison, 1996
- Argia apicalis (Say, 1840)
- Argia barretti Calvert, 1902
- Argia bicellulata (Calvert, 1909)
- Argia bipunctulata Hagen, 1861
- Argia botacudo  Calvert, 1909
- Argia calida (Hagen, 1861)
- Argia carlcooki Daigle, 1995
- Argia chapadae Calvert, 1909
- Argia chelata Calvert, 1902
- Argia claussenii Selys, 1865
- Argia collata Selys, 1865
- Argia concinna (Rambur, 1842)
- Argia croceipennis Selys, 1865
- Argia cupraurea Calvert, 1902
- Argia cuprea (Hagen, 1861)
- Argia cyathigera Navás, 1934
- Argia deami Calvert, 1902
- Argia difficilis Selys, 1865
- Argia dives Förster, 1914
- Argia eliptica Selys, 1865
- Argia elongata Garrison & von Ellenrieder, 2017
- Argia emma Kennedy, 1915
- Argia euphorbia Fraser, 1946
- Argia extranea (Hagen, 1861)
- Argia fissa Selys, 1865
- Argia fraudatricula Förster, 1914
- Argia frequentula Calvert, 1907
- Argia fulgida Navás, 1934
- Argia fumigata Hagen in Selys, 1865
- Argia fumipennis (Burmeister, 1839)
- Argia funcki (Selys, 1854)
- Argia funebris (Hagen, 1861)
- Argia garrisoni Daigle, 1991
- Argia gaumeri Calvert, 1907
- Argia gerhardi Calvert, 1909
- Argia hamulata Fraser, 1946
- Argia harknessi Calvert , 1899
- Argia hasemani Calvert, 1909
- Argia herberti Calvert, 1902
- Argia hinei Kennedy, 1918 -
- Argia huanacina Förster, 1914 [4]
- Argia immunda (Hagen, 1861)
- Argia impura Rambur, 1842
- Argia inculta Hagen in Selys, 1865
- Argia indicatrix Calvert, 1902
- Argia indocilis Navás, 1934
- Argia infrequentula Fraser, 1946
- Argia infumata Selys, 1865
- Argia insipida Hagen in Selys, 1865
- Argia iralai Calvert, 1909
- Argia jocosa Hagen in Selys, 1865
- Argia joergenseni Ris, 1913
- Argia johannella Calvert, 1907
- Argia jujuya Ris, 1916
- Argia kokama Calvert, 1909
- Argia lacrimans (Hagen, 1861)
- Argia leonorae Garrison, 1994
- Argia lilacina Selys, 1865
- Argia limitata Navás, 1924
- Argia lugens (Hagen, 1861)
- Argia medullaris Hagen in Selys, 1865
- Argia mishuyaca Fraser, 1946
- Argia modesta Selys, 1865
- Argia moesta (Hagen, 1861)
- Argia mollis Hagen in Selys, 1865
- Argia munda Calvert, 1902
- Argia nahuana Calvert, 1902
- Argia nigrior Calvert, 1909
- Argia oculata Hagen in Selys, 1865
- Argia oenea Hagen in Selys, 1865
- Argia orichalcea Hagen in Selys, 1865
- Argia pallens Calvert, 1902
- Argia percellulata Calvert, 1902
- Argia pima Garrison, 1994
- Argia pipila Calvert, 1907
- Argia plana Calvert, 1902
- Argia pocomana Calvert, 1907
- Argia popoluca Calvert, 1902
- Argia pulla Hagen in Selys, 1865
- Argia reclusa Selys, 1865
- Argia rectangula Navás, 1920
- Argia rhoadsi Calvert, 1902
- Argia rogersi Calvert, 1902
- Argia rosseri Tennessen, 2002
- Argia sabino Garrison, 1994
- Argia sedula (Hagen, 1861)
- Argia serva Hagen in Selys, 1865
- Argia smithiana Calvert, 1909
- Argia sordida Hagen in Selys, 1865
- Argia subapicalis Calvert, 1909
- Argia talamanca Calvert, 1907
- Argia tamoyo Calvert, 1909
- Argia tarascana Calvert, 1902
- Argia telesfordi Meurgey, 2009
- Argia terira Calvert, 1907
- Argia tezpi Calvert, 1902
- Argia thespis Hagen in Selys, 1865
- Argia tibialis (Rambur, 1842)
- Argia tinctipennis Selys, 1865
- Argia tonto Calvert, 1902
- Argia translata Hagen in Selys, 1865
- Argia tupi Calvert, 1909
- Argia ulmeca Calvert, 1902
- Argia underwoodi Calvert, 1907
- Argia variata Navás, 1935
- Argia variabilis Selys, 1865
- Argia variegata Förster, 1914
- Argia vivida Hagen in Selys, 1865
- Argia westfalli Garrison, 1996 [5]
- Argia yungensis Garrison and von Ellenrieder, 2007[6]

Викопний вид цього роду знайшли у зразку мексиканського бурштину з міоцену.

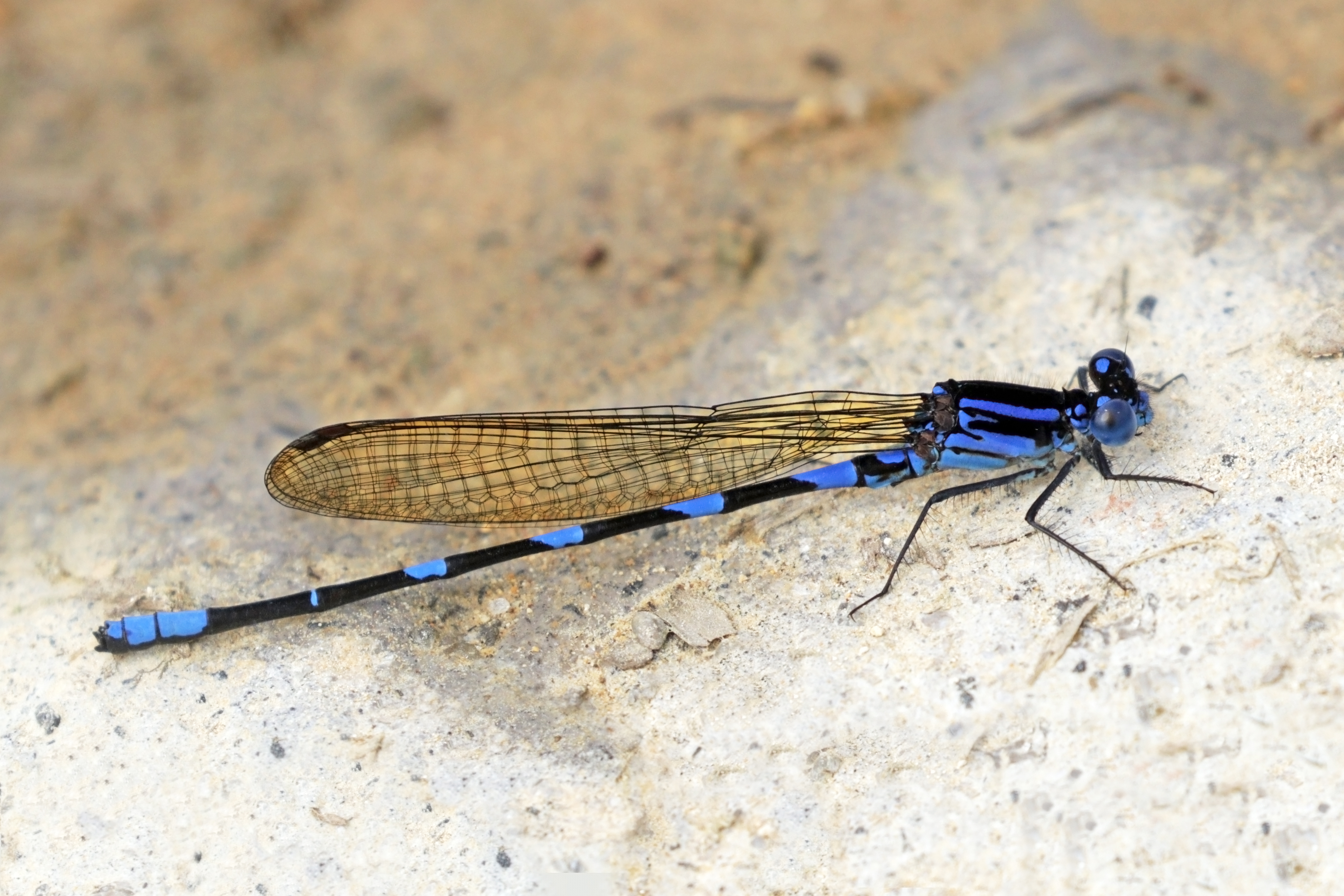
Янтарнокрила танцівниця (A. adamsi ), самець
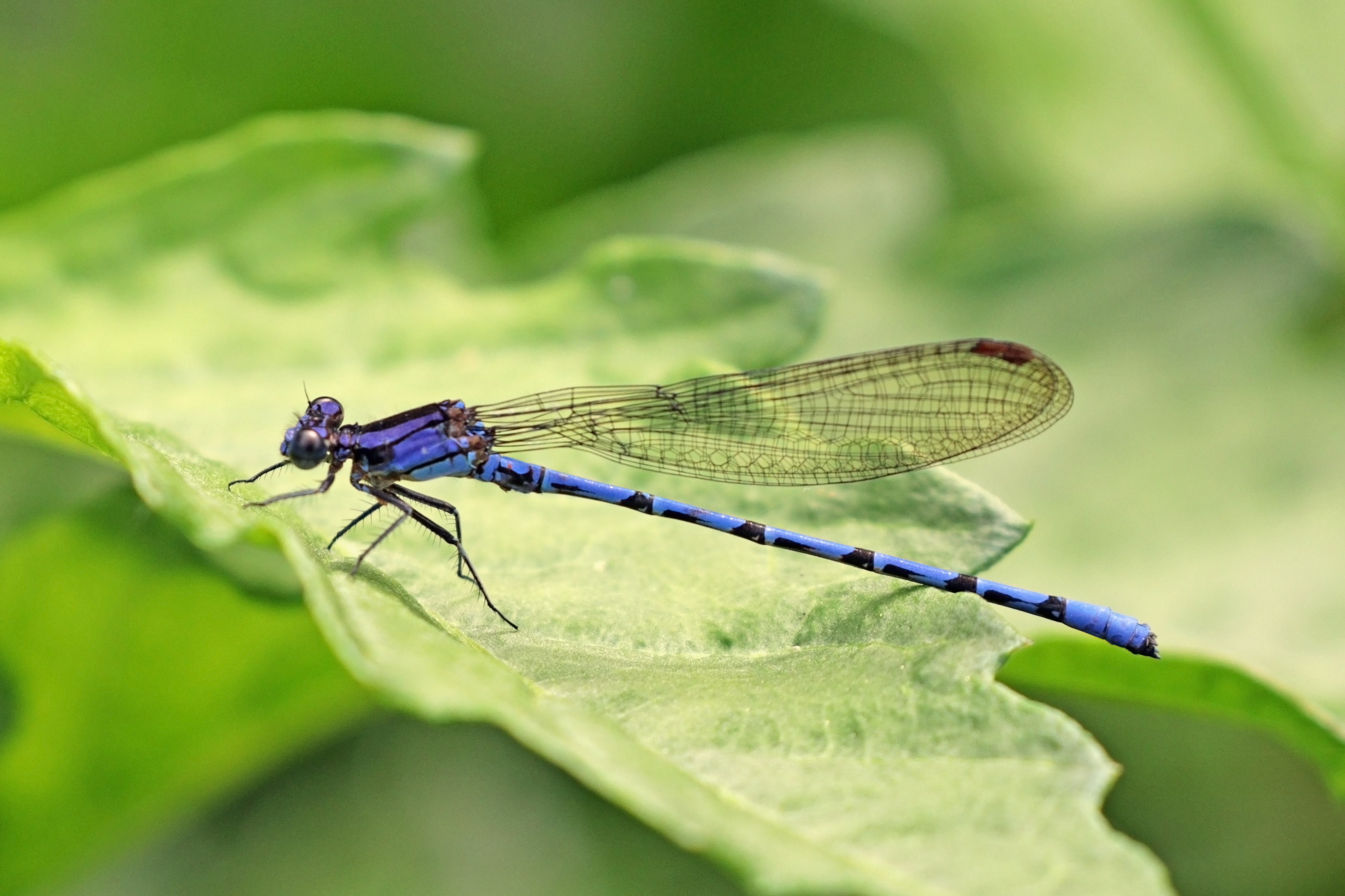
Лазурна танцівниця (A. fissa), самець
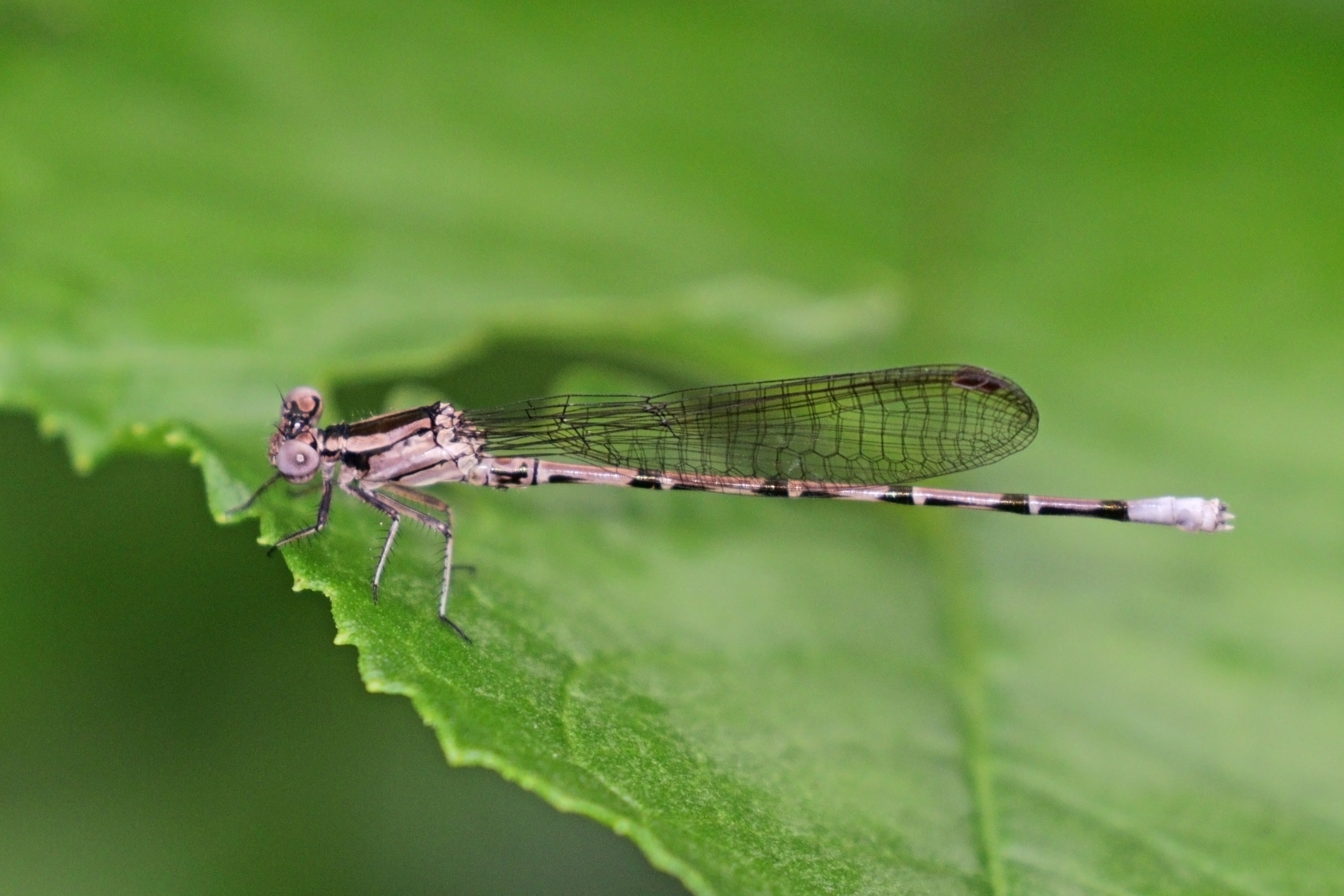
Лазурна танцівниця (A. fissa), самиця
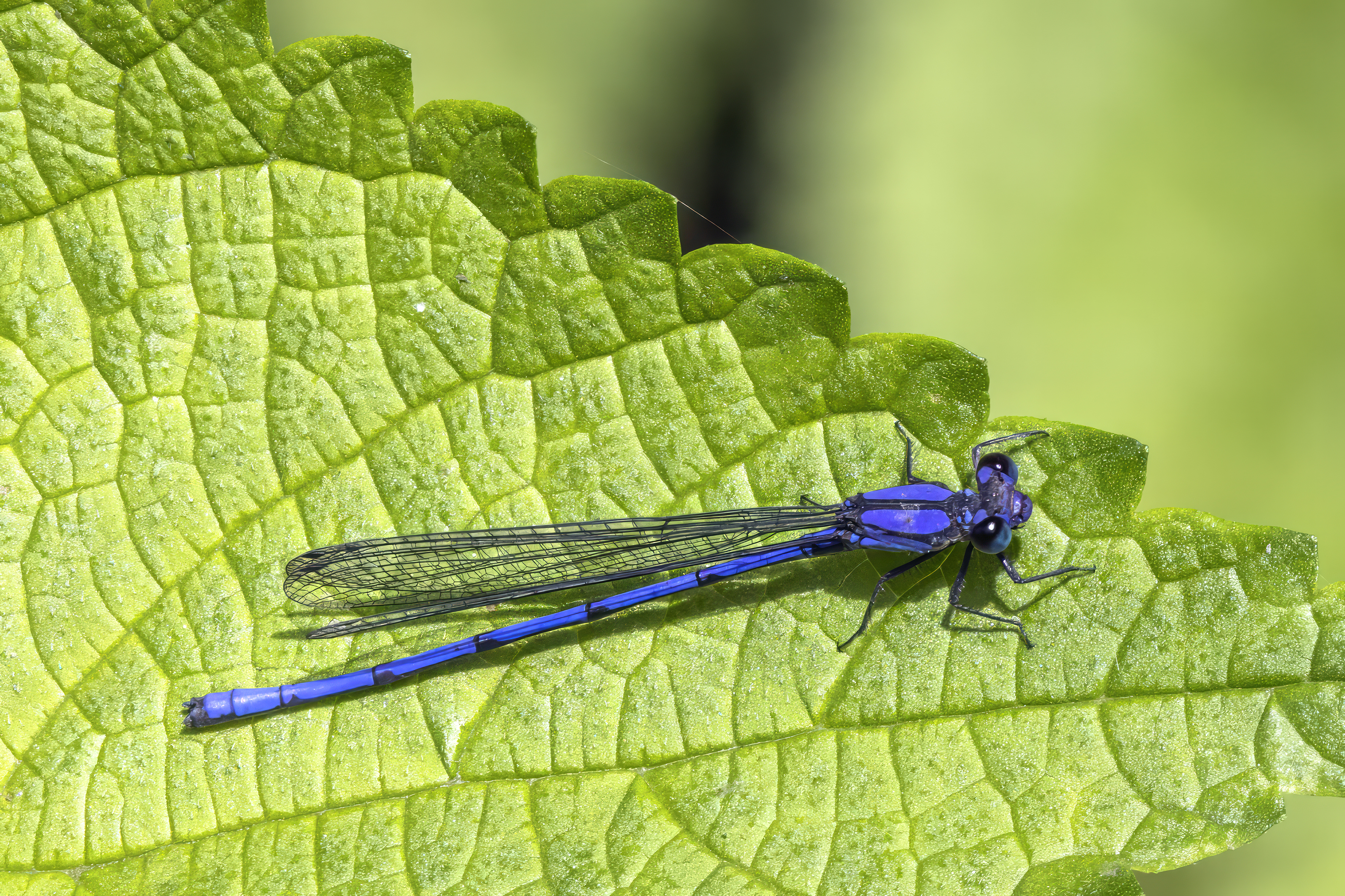
Небесно-блакитна танцівниця (A. medullaris), самець
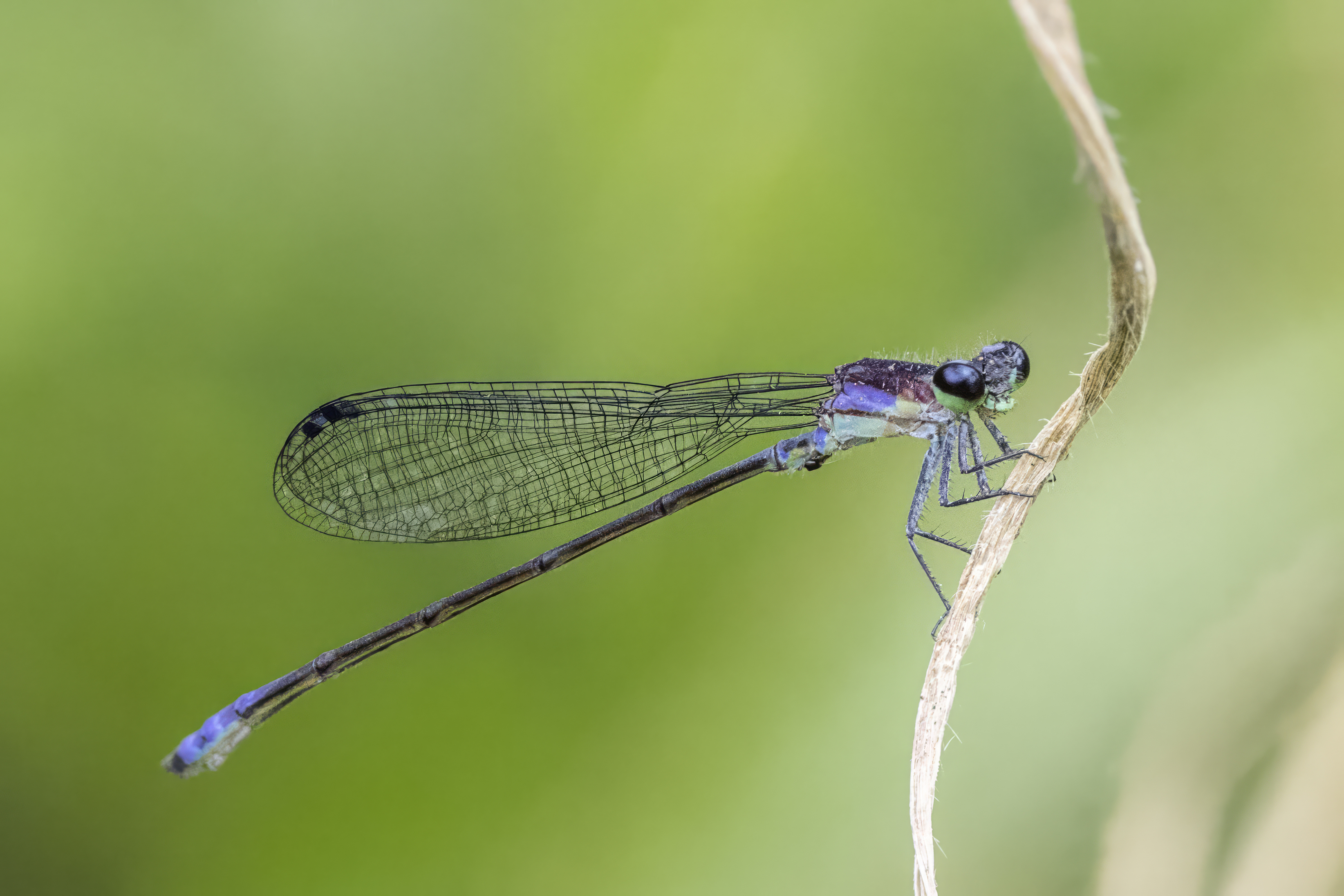
Небесно-блакитна танцівниця (A. medullaris), самиця
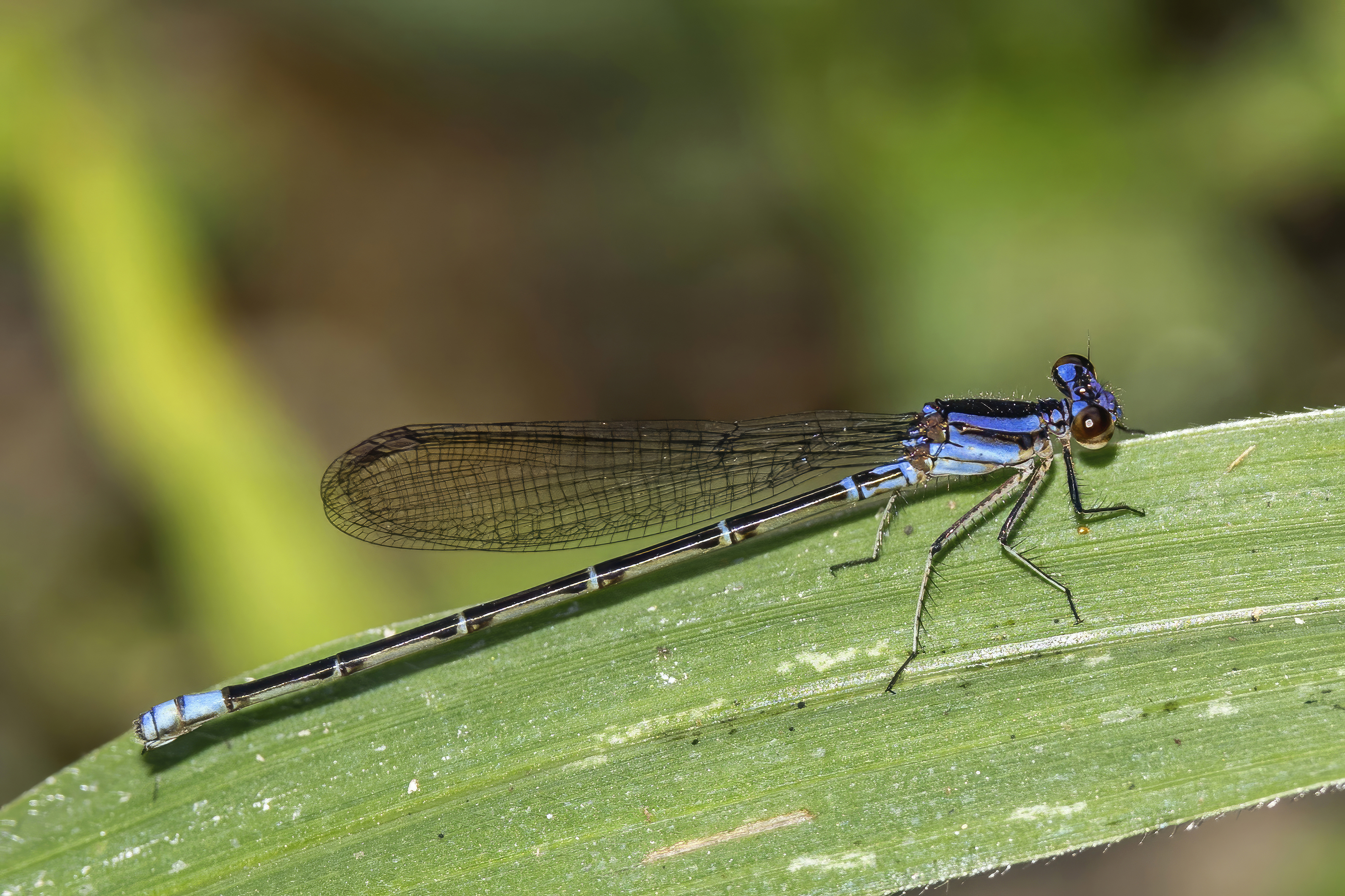
Зеленоока танцівниця (A. frequentula), самиця
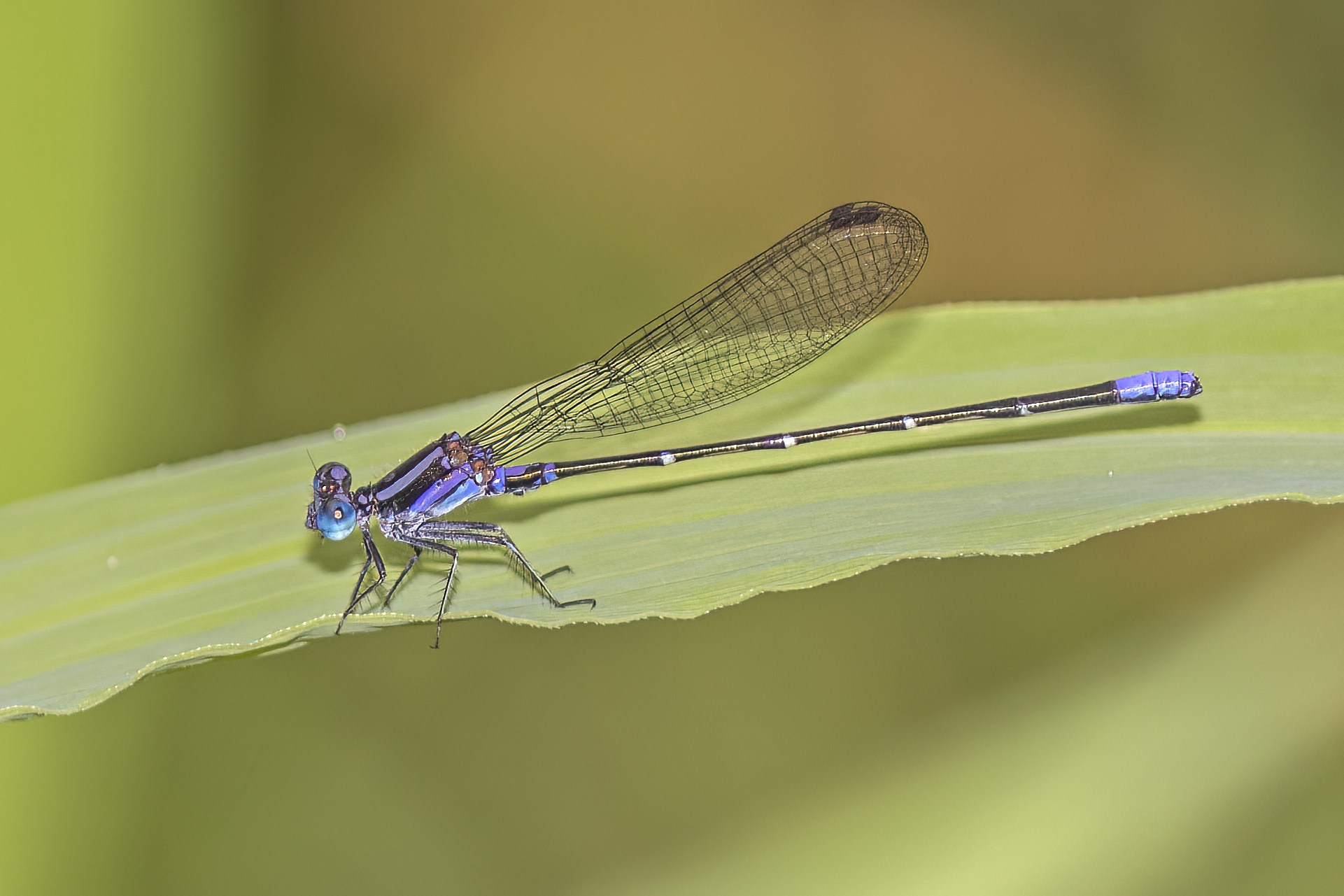
Чорно-фіолетова танцівниця (A. oculata), пурпурна форма, самець